# Scribner Building
Das Scribner Building, auch Old Scribner Building, wurde durch Ernest Flagg im Stil der Beaux-Arts-Architektur im Jahr 1893 erbaut. Es befindet sich an der Adresse 153-157th Fifth Avenue in Manhattan. Es diente als Firmensitz für den Verlag Scribner. 

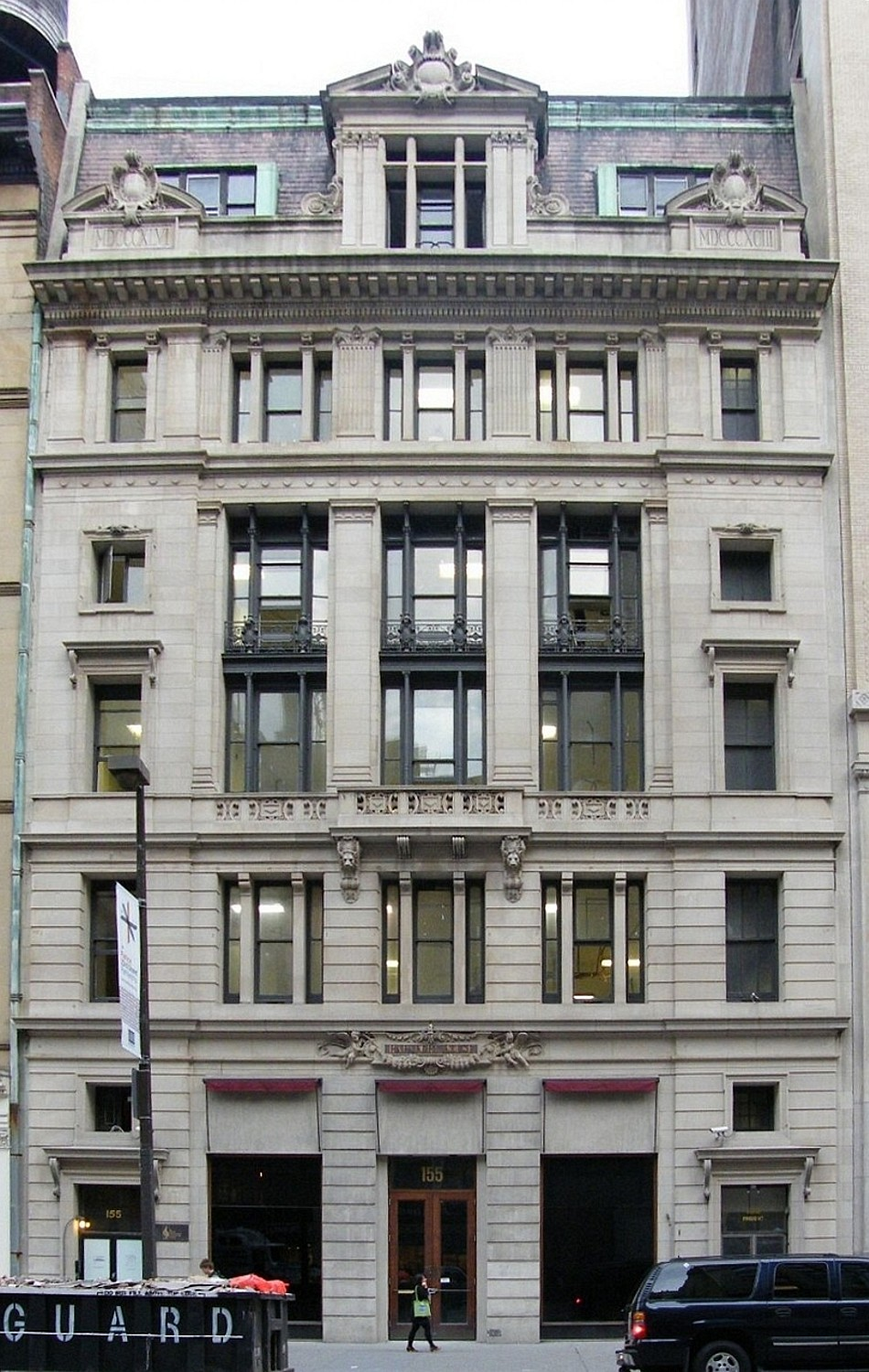
Das Scribner-Gebäude in New York City

Das Scribner-Gebäude wurde 1980 im National Register of Historic Places gelistet.
Ernest Flagg gestaltete ein weiteres Firmengebäude, das Charles-Scribner-Söhne-Gebäude an der 597 Fifth Avenue.